# Márta Kormos
Márta Kormos (n. 15 decembrie 1909, Erzsébetváros, Budapesta, Ungaria – d. 28 iunie 1988, Budapesta, Republica Populară Ungară) a fost o actriță și traducătoare maghiară.

## Biografie
Márta Kormos a absolvit cursurile Academiei de Teatru din Budapesta în 1937. După terminarea studiilor, s-a alăturat trupei Teatrului Maghiar din Budapesta. În anul următor a obținut primul rol principal. Între 1938-1940 a făcut parte din trupa Teatrului de Comedie din Budapesta, apoi a jucat între 1941-1944 la Teatrul Maghiar din Cluj, în anul 1946 la Teatrul Belváros din Budapesta și între anii 1950-1952 la Teatrul Sindicatului. În 1952 a renunțat la cariera de actriță pe motiv de boală și a lucrat ca traducătoare. A fost căsătorită.

## Filmografie
- Az aranyember (1936) – Timea (rol principal)
- Sárga rózsa (1940) – țiganca

## Legături externe
- Biografie
- Biografie cu fotografie